# سفیدرود

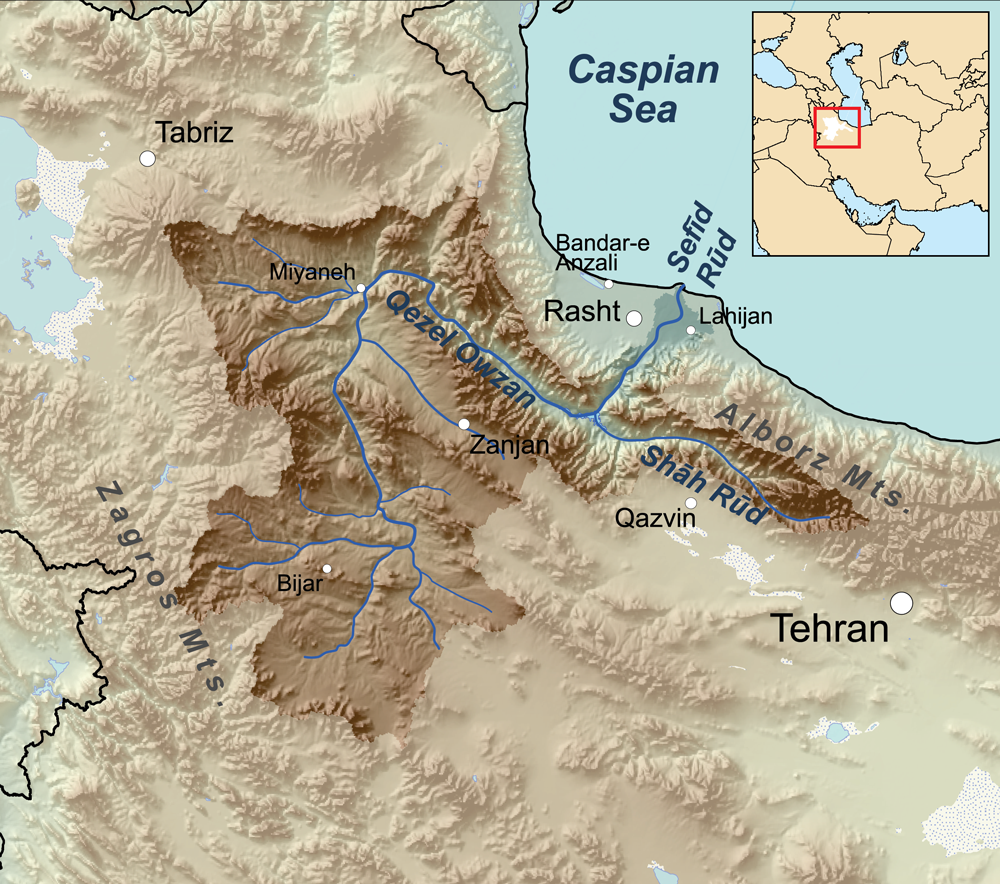

سفیدرود یا سپیدرود (به زبان گیلکی: ایسپی رۊ) بزرگ‌ترین رود شمال ایران است که از بهم پیوستن دو رودخانه شاهرود و قزل اوزن که در شهر منجیل به هم می‌پیوندند، شکل می‌گیرد و تا وارد شدن به دریای خزر عرض استان گیلان را می‌پیماید؛ از منجیل تا کرانه دریا، همه جا سفیدرود به سمت شمال شرقی جاری است و جریانش سریع و مقدار آب آن زیاد است. از سد سفیدرود تا گندلان، بستر آن بین دو کوه و بسیار باریک است و از این نقطه به بعد دلتای وسیعی با شاخه‌های زیاد تشکیل داده است، شاخه اصلی آن پس عبور از شهرستان رودبار، شهرستان رشت، شهرستان آستانه اشرفیه در پارک ملی بوجاق به دریای کاسپین می‌ریزد.
این رود علاوه بر اینکه در پیدایش تمدن و اقتصاد منطقه‌ای که در آن جاری است تأثیر داشته است. عامل مهم پدید آمدن دو ناحیهٔ تاریخی آن سوی رودی و این سوی رودی یا بیه‌پس و بیه‌پیش است با توجه به اهمیت این رود در منطقه بسیاری از جغرافیانگاران اسلامی و سفرنامه‌نویسان در منابع خود از رود و نام‌های آن یاد کرده‌اند.

## تاریخ
در زمان سلسله هخامنشیان، این رودخانه برای اهداف آبیاری مورد استفاده قرار می‌گرفت، جایی که مهندسان ایرانی از روش‌های ابتکاری برای آبیاری زمین‌های حاصلخیز کنار رودخانه استفاده می‌کردند. بعدها، در دوره ساسانیان، رودخانه تا حدودی جایگاه اسطوره‌ای پیدا کرد، زیرا گمان می‌رفت سرچشمه رودخانه اسطوره‌ای اروند رود بوده است.
در دوره قرون وسطی، نواحی اطراف رودخانه سفید رود تحت سلطه سلسله‌های مختلف محلی بود. سلسله‌های سلجوقی و صفوی ایران نیز آثار خود را در این منطقه به جا گذاشتند و شهرها و روستاهای حاشیه رودخانه را توسعه دادند.
در قرن بیستم، توسعه صنعت کشاورزی منجر به ساخت سدهایی در کنار رودخانه سفید رود شد. در دهه ۷۰ سد البرز ساخته شد که نه تنها به کنترل طغیان رودخانه کمک کرد بلکه ظرفیت آبیاری منطقه اطراف را نیز افزایش داد.
امروزه رودخانه سفید رود همچنان نقش بسزایی در اقتصاد شمال ایران دارد. از آن برای آبیاری، تولید برق آبی و اهداف تفریحی استفاده می‌شود و گردشگران را از سراسر جهان برای لذت بردن از ورزش‌های آبی و زیبایی‌های طبیعی منطقه جذب می‌کند.

## تنوع آبزیان
بر اساس بررسی‌های انجام شده در طرح جامع شیلاتی طی سال‌های ۱۳۷۳ و ۱۳۷۴ در ناحیه دهانه رودخانه سفیدرود تا سد سفیدرود و سر شاخه‌های قزل‌اوزن و شاهرود، ۴۵ گونه و زیرگونه ماهی متعلق به ۳۶ جنس و ۱۷ خانواده شناسایی شده که در بین ماهی‌های مهاجر عمده‌ترین آن‌ها عبارتند از: اوزون برون، تاس ماهی، ماهی سفید، کپور معمولی، سس ماهی، لای ماهی، اسبله، سفید کولی، شاه کولی، سیاه کولی و البته ماهی‌های خانواده کپور بیشترین فراوانی را به خود اختصاص داده‌اند.
رودخانه سفیدرود از لحاظ مهاجرت و زاد و ولد آبزیان به خصوص گونه‌های ماهیان خاویاری و گونه‌های ماهیان استخوانی از رودخانه‌های منحصر به فرد در حوزه جنوبی دریای خزر می‌باشد.

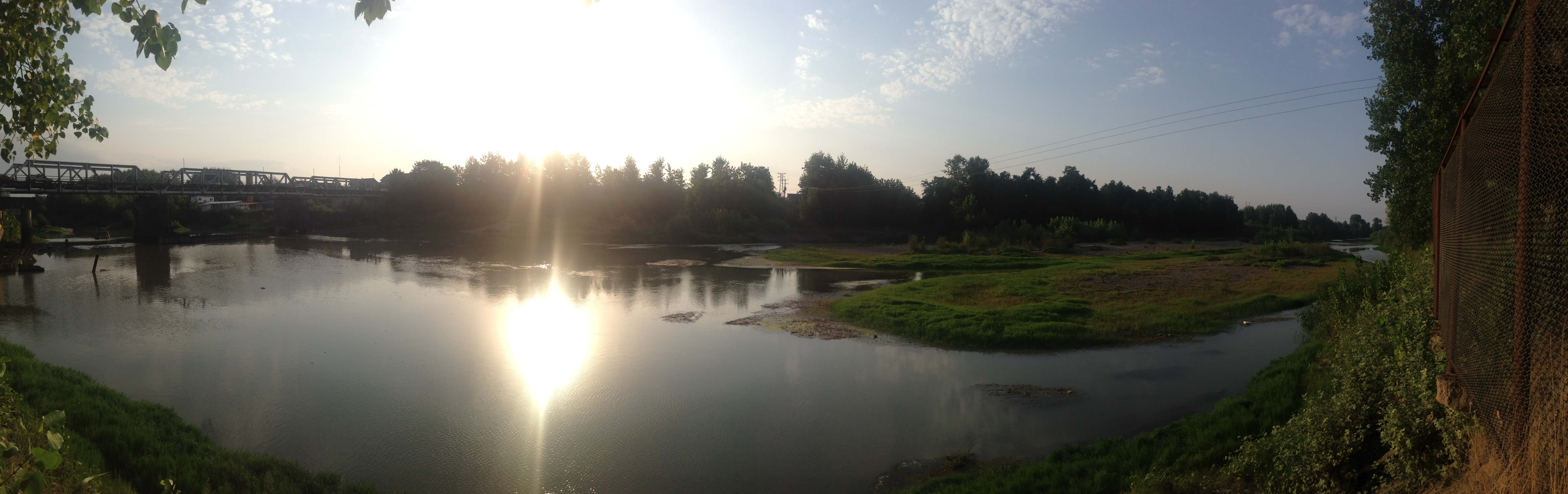
نمای ۳۶۰° از رودخانه سفیدرود

## تهدید زیست‌محیطی

### کم‌آبی
احداث طرح‌های توسعه منابع آب در شاخه قزل اوزن در کنار برداشت‌های مجاز و غیرمجاز از منابع اب سطحی و زیرزمینی و نیز اثرات خشکسالی و تغییر اقلیم سبب کم‌آبی این رود شده و این رودخانه که در گذشته حتی دارای قابلیت کشتیرانی کوچک و متوسط بود این قابلیت را از دست داده است.

### آلودگی
فاضلاب انسانی و خانگی، پساب صنعتی و بیمارستانی بدون تصفیه مستقیماً در طول مسیر و سموم و کودهای کشاورزی بدون مدیریت از بالادست راهی رودخانه و دریاچه سد سفیدرود می‌شوند این آب سپس مورد استفاده کشاورزی، آبزی پروری و آشامیدنی قرار می‌گیرد؛ و سپس به دریای خزر می‌ریزد

## واژه‌شناسی و تاریخچهٔ نام
نام بومی آن به ویژه در استان گیلان، اسپی بیه یا اسپی رو می‌باشد که در زبان گیلکی معنی رود سفید را می‌دهد.
نام غیر بومی آن مختلف و معمولاً ترجمه‌های متفاوت نام بومی می‌باشد:
برخی از اوستاشناسان سفید رود را همان رود دائیتی در اوستا می‌دانند.
ابوالقاسم عبدالله بن محمد القاشانی در تاریخ الجایتو از این رود با عنوان سپیدرود یاد می‌کند و چنین می‌نویسد:

و سپیدرود با زنگان رود آمیخته، از کوه‌های گیلان منحدر، به میان گیلان می‌گذرد. بر سمت شمال متوجه دریا، ما بین مشرق و مغرب، شرقی از خطهٔ لیاهجان است، بر حدود آن.

نام‌های غیر بومی این رود را می‌توان در سه گروه، رده‌بندی کرد؛ نام‌های غیربومی دوران مهاجمان باستانی یونانی، مهاجمان اسلامی عربی، مهاجمان مغولی آلتائی، معاصر ایرانی. توجه شود که همگی این نام‌ها از خاستگاه (چهل چشمه) تا دهانه رود را در بر می‌گرفته است.
یونانی‌ها از زمان سفر اکتشافی پاتروکلس (سردار سلوکی) به رودخانه سفیدرود، «آماردوس» می‌گفتند.آماردوس، پنداشته می‌شود که نام این رود نزد مهاجمان یونانی‌تبار بوده است. این نام امروزه کاربرد ندارد. دیاکونوف نام قدیم سفیدرود را آماردوس ذکر می‌کند و می‌نویسد «منطقهٔ کوهستانی واقع در جنوب شرقی مسیر پایین رود ارس و نواحی مصب قزل اوزن که توسط قبایل کادوسیان و کاسپی‌ها مسکون بوده مطیع ماد نگشته و جز آن سرزمین محسوب نمی‌شود. یونانیان نام این رود را از قوم جنگجوی آمارد که در مازندران و شرق گیلان می‌زیستند، اخذ نموده‌اند.
النهرالابیض، نامی است که مهاجمان اسلامی عربی به کار می‌بردند. در زبان عربی، النهر به معنی رود، و الابیض به معنی سفید، می‌باشند.
هولان موران نخستین نامی است که مهاجمان مغول در این باره به کار بردند. سپس، ایشان در دوره تسلط، این نام را به قزل اوزن، تغییر دادند. هر دو این نام‌ها به معنی رود سرخ می‌باشند. نام قزل اوزن، امروزه بر پاره‌ای از این رود تا پیش از پیوستن به رود شاهرود گفته می‌شود.
برای نمونه، کتاب نزهةالقلوب که در سال ۷۴۰ (قمری) نوشته شده این رود را به مغولی هولان‌موران خوانده که همان معنای نام ترکی آن را داراست.
سفیدرود این رود در محافل رسمی و اداری است نام درست آن سپیدرود است.

## نگارخانه

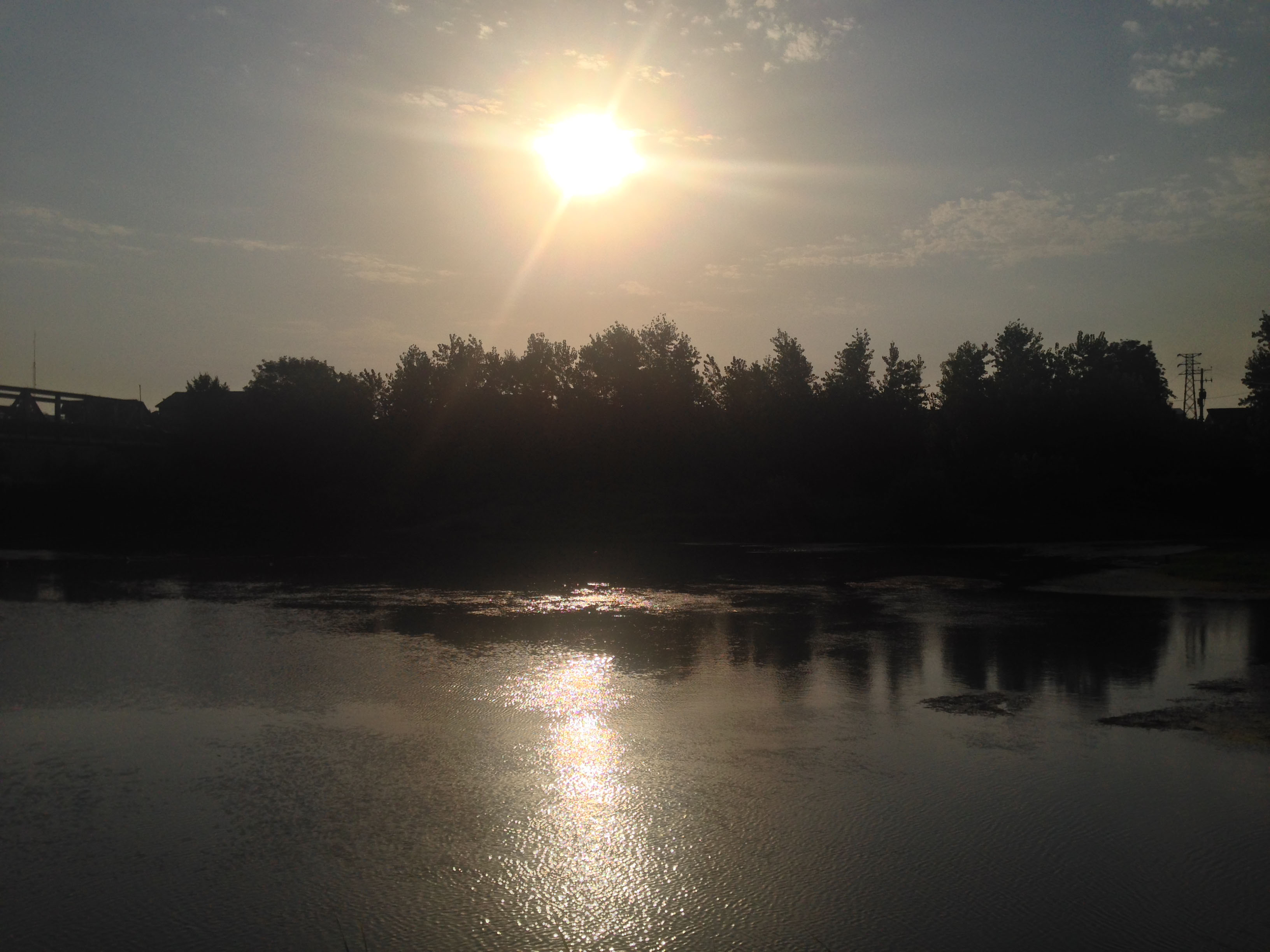
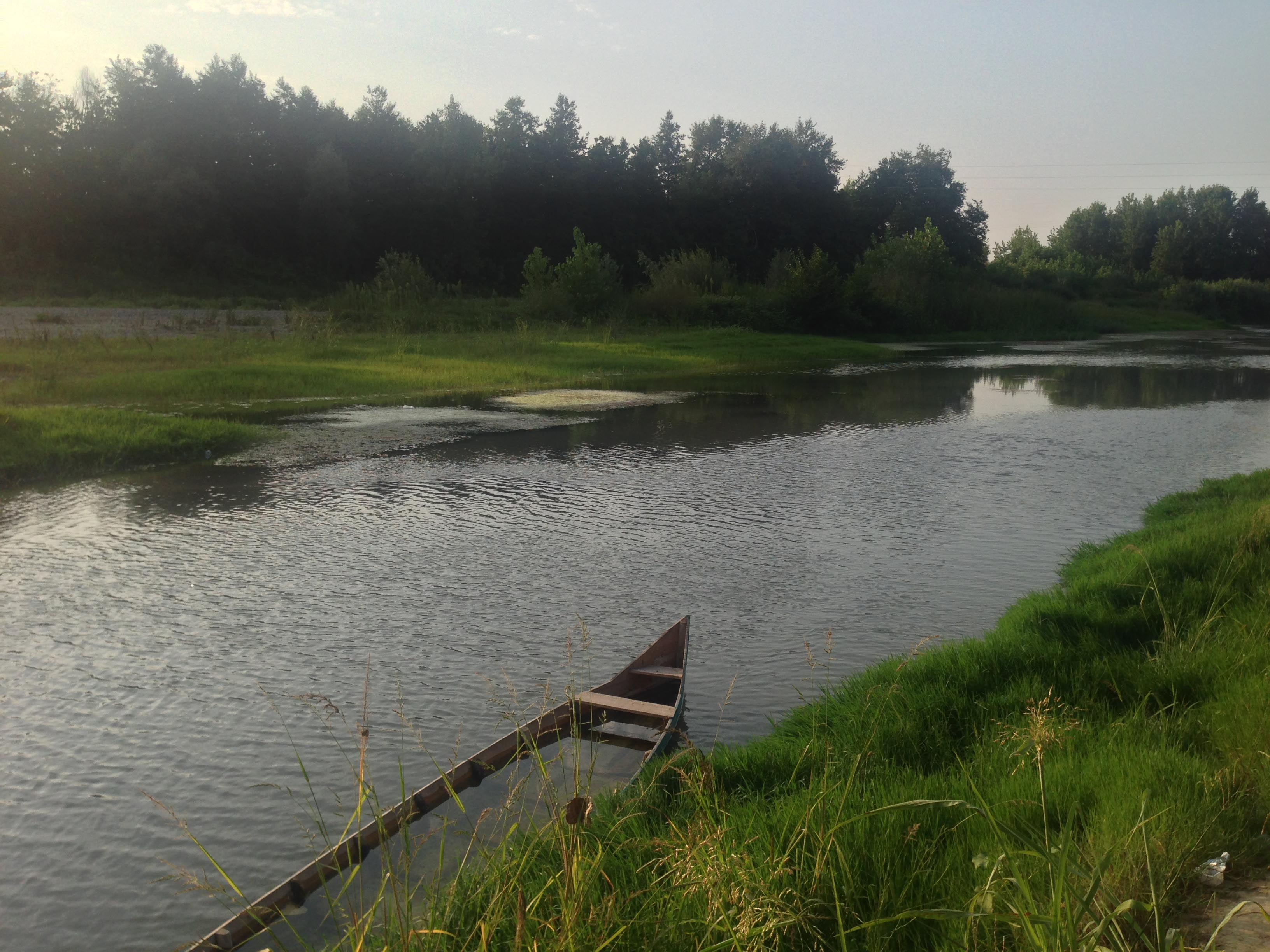